# Cine Cosmos

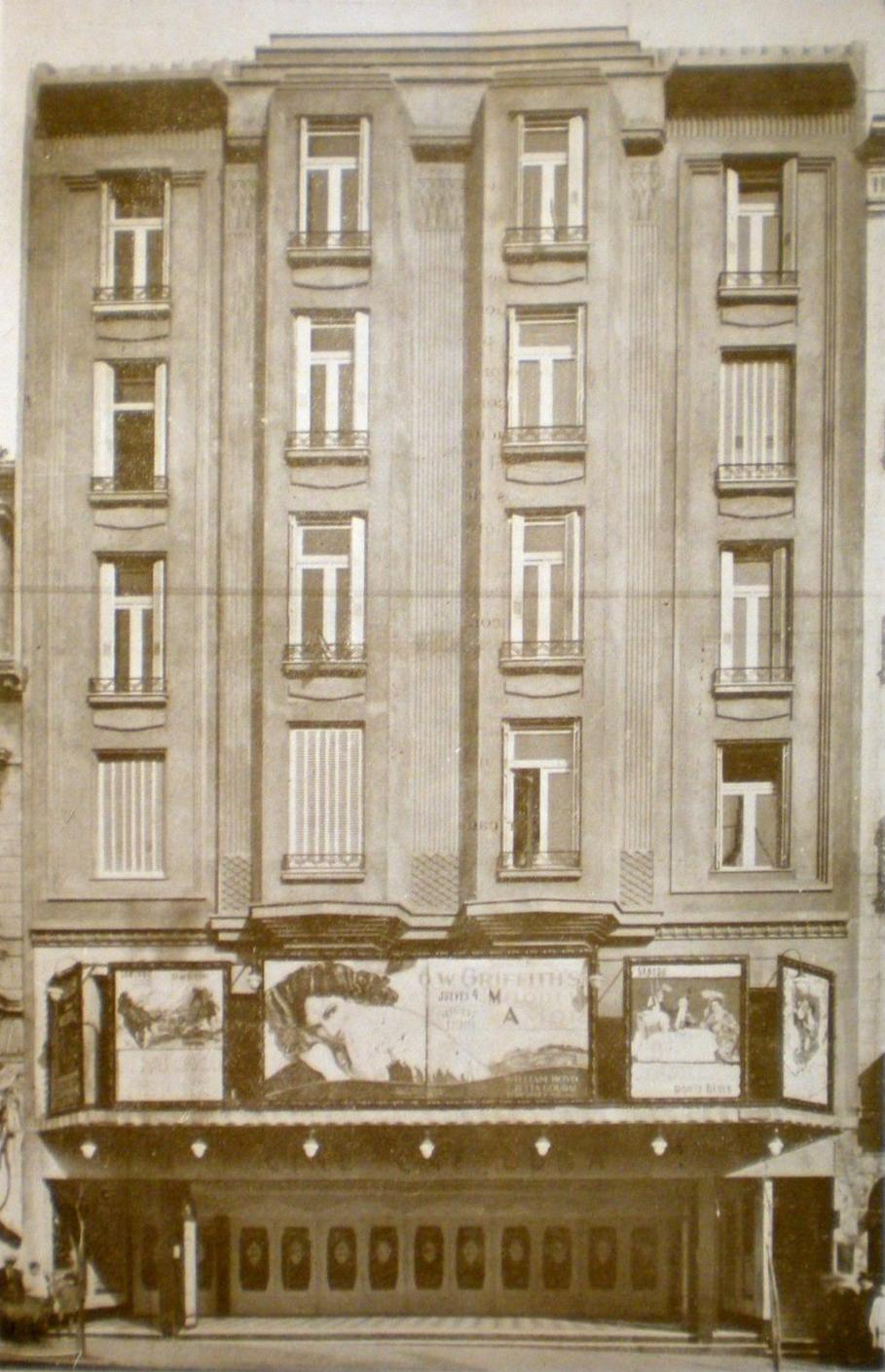
El Cine Cataluña en 1929

El Cine Cosmos-UBA es una sala cinematográfica que se encuentra en Avenida Corrientes 2046 de la ciudad de Buenos Aires. Nacido con el nombre de Cine Cataluña, se hizo famoso en los años '60 —ya como Cine Cosmos 70— por la proyección de cine alternativo de origen soviético, transformándose en un reducto de vanguardia cultural. Fue comprado por la Universidad de Buenos Aires y reabierto en noviembre de 2010.

## Historia
El edificio del Cine-Teatro Cataluña fue proyectado por el arquitecto belga Albert Bourdon en estilo art decó, lo construyó la compañía del Ingeniero Jacques América y se inauguró en 1929. Sus pisos superiores fueron pensados como viviendas, y originalmente fue propiedad de las señoras Fabrus y Montardit, y en 1955 fue adquirido por Isaac Argentino Vainikoff, socio de la distribuidora de cine soviético Artkino Pictures, fundada en 1937. 
Entre 1947 y 1951 las películas soviéticas estuvieron prohibidas por decreto de Raúl Apold, jefe de Prensa y Difusión del gobierno de Juan Domingo Perón. Esta censura terminó en 1951, cuando Vainikoff y el secretario político de la Presidencia, Martín Carlos Martínez, convencieron a Perón de levantar la prohibición, pese a las reticencias de Apold.
El 30 de agosto de 1966, se reinauguró con el nombre de Cine Cosmos 70 (en relación con las cintas de 70 mm.), comenzando con la proyección del film “Dominique”.Pero su primer gran éxito fue el laureado film checoeslovaco La tienda de la Calle Mayor, que se mantuvo 23 semanas en pantalla.
Otras producciones de Europa del Este que pasaron por su pantalla fueron "Pasaron las grullas", "Las arenas del circo", "Flores de piedra", "La batalla por Moscú", "Trenes rigurosamente vigilados", "Los amores de una rubia", "El frío verano del 53", "Joe Cola Loca", "El destino de un hombre", "Una niña busca a su padre". También hubo lugar para ciclos de clásicos del cine soviético como "La guerra y la paz", "Huelga" y "El acorazado Potemkin". 
El Cine Cosmos cerró por primera vez a finales de 1987. Ocupó su sala la Discoteca “Halley”, hasta que el 26 de noviembre de 1997 pudo reabrir, nuevamente en manos de Isaac Vainikoff, ya con 87 años de edad. No se recuperó la sala original, cuyo lugar está ocupado por un restaurante chino, sino que se construyó una nueva de menor tamaño, con una entrada lateral pequeña por un costado del edificio. Luego de la muerte de Vainikoff en 2003, sus hijos Luis y Alba se hicieron cargo del cine. 
El Cosmos se vio obligado a ponerse en venta en 2006, y aunque en esa oportunidad no se concretó una propuesta para transformarlo en hotel, terminó cerrando nuevamente a finales de 2008. En diciembre de 2009 el rector de la Universidad de Buenos Aires (UBA), Rubén Hallú, anunció la compra del cerrado cine, vecino del Centro Cultural Rojas y el objetivo de que la Universidad lo reabriera en abril del año siguiente, con el actual nombre de Cosmos UBA, hecho que fue demorado hasta el mes de noviembre.
En 2011 y 2012, El Cine Cosmos-UBA fue una de las sedes del festival de cine independiente BAFICI.